# Saint-Aubin-sur-Algot
Saint-Aubin-sur-Algot est une ancienne commune française du département du Calvados et la région Normandie, associée à Cambremer du 1er janvier 1973 au 31 décembre 2018, date de la fusion de Cambremer et de Saint-Laurent-du-Mont en commune nouvelle sans constitution de communes déléguées.

## Toponymie
Le nom de la localité est attesté sous les formes Sanctus Albinus super Alegot en 1260; Sanctus Albinus super Algot au XIVe siècle; super Algo au XVIe siècle,.

## Histoire
La commune est associée à Cambremer, tout comme celles de Grandouet et Saint-Pair-du-Mont, par l'arrêté du 26 décembre 1972.

## Démographie
En 2014, la commune associée comptait 271 habitants. Depuis 2004, les enquêtes de recensement dans les communes de moins de 10 000 habitants ont lieu tous les cinq ans (en 2005, 2010, 2015, etc. pour Cambremer et ses communes associées) et les chiffres de population municipale légale des autres années sont des estimations.
| 1793 | 1800 | 1806 | 1821 | 1831 | 1836 | 1841 | 1846 | 1851 |
| ---- | ---- | ---- | ---- | ---- | ---- | ---- | ---- | ---- |
| 563  | 554  | 560  | 517  | 503  | 475  | 419  | 400  | 363  |

| 1856 | 1861 | 1866 | 1872 | 1876 | 1881 | 1886 | 1891 | 1896 |
| ---- | ---- | ---- | ---- | ---- | ---- | ---- | ---- | ---- |
| 372  | 319  | 307  | 286  | 278  | 257  | 254  | 256  | 249  |

| 1901 | 1906 | 1911 | 1921 | 1926 | 1931 | 1936 | 1946 | 1954 |
| ---- | ---- | ---- | ---- | ---- | ---- | ---- | ---- | ---- |
| 239  | 204  | 207  | 180  | 191  | 170  | 172  | 176  | 168  |

| 1962 | 1968 | 1975 | 1982 | 1990 | 1999 | 2006 | 2010 | 2015 |
| ---- | ---- | ---- | ---- | ---- | ---- | ---- | ---- | ---- |
| 172  | 156  | -    | -    | -    | -    | 244  | 258  | 274  |

| 2016 | - | - | - | - | - | - | - | - |
| ---- | - | - | - | - | - | - | - | - |
| 274  | - | - | - | - | - | - | - | - |

## Lieux et monuments
- Église Saint-Aubin, riche d'un mobilier recensé au titre patrimonial, notamment ses tableaux[9]

## Personnalités liées à la commune
Edmone Robert, résistante de la Seconde guerre mondiale, est institutrice dans la commune jusqu'en 1942 où elle est arrêtée dans sa classe le 21 décembre 1942, puis déportée à Ravensbrück. La place devant la mairie porte son nom depuis le 22 juin 1997, une plaque lui rend hommage et une cérémonie annuelle honore sa mémoire les 8 mai.